# Diakonisches Werk Rheinland-Westfalen-Lippe
Das Diakonische Werk Rheinland-Westfalen-Lippe, kurz Diakonie RWL, ist ein Spitzenverband im Bereich der Wohlfahrtspflege durch Freie Träger. Die Diakonie RWL ist der größte diakonische Landesverband und einer der größten Spitzenverbände der Freien Wohlfahrtspflege. Ihr Verbandsgebiet umfasst Nordrhein-Westfalen und Teile von Rheinland-Pfalz, des Saarlands und Hessen. Die Diakonie RWL repräsentiert rund 5.000 evangelische Sozialeinrichtungen mit 190.000 Mitarbeitern und 200.000 Ehrenamtlichen. Darüber hinaus ist die Diakonie RWL mit etwa 2.000 Freiwilligen und mehr als 4.000 Einsatzplätzen in sozialen Arbeitsfeldern der größte evangelische Träger von Freiwilligendiensten in Deutschland. Sitz ist Düsseldorf.